# Amphineurus minusculus
Amphineurus (Amphineurus) minusculus là một loài ruồi trong họ Limoniidae. Chúng phân bố ở miền Australasia.